# Мушлі
Черепашки, раковини, мушлі (італ. Conchiglie — мушлі) — різновид макаронних виробів. Зазвичай вони продаються у варіації зі звичайної твердої пшениці, або також у кольорових видах, які використовують природні пігменти, такі як томатний екстракт, чорнило кальмарів або екстракт шпинату. Форма оболонки пасти дозволяє соусу прилипати до неї. Також доступний мініатюрний сорт під назвою conchigliette .

## Етимологія
Назва походить від італійського слова, що означає черепашку (conchiglia). Італійське слово conchiglie та англійське слово «conch» мають той самий грецький корінь у формі κοχύλι (kochýli), що означає «мушля».

## Інші імена
У 1930-х роках фашизм прославляв Італійську колоніальну імперію з новими формами макаронних виробів, що нагадують африканські землі: триполін (Триполі), бенгазин (Бенгазі), асабесі (Асеб) і абісин (Абісинія). У 2021 році, після протесту проти рекламної кампанії макаронного бренду La Molisana, абісини були перейменовані в conchiglie (мушлі). Проте деякі скаржилися, стверджуючи, що це перейменування є культурою скасування.

## Дивись також
- Різновиди пасти